# Louis Piéchaud
Pour les articles homonymes, voir Piéchaud.
Pour les autres membres de la famille, voir Famille Piéchaud.
Louis Piéchaud, dit Norpois, né le 11 avril 1888 à Bordeaux et mort le 27 mars 1965 à Paris, est un écrivain, journaliste et poète français.
Frère cadet du romancier Martial Piéchaud, il fut membre de la Génération perdue avec François Mauriac, André Lafon, Jean de La Ville de Mirmont et Jean Balde.

## Biographie

### Jeunesse et formation
Louis Guillaume Piéchaud est né en 1888 dans l'hôtel familial de Bordeaux, au 18 de la rue Porte-Dijeaux. Son père, Timothée Piéchaud, professeur à la faculté de Médecine de Bordeaux, précurseur en chirurgie infantile, éminent chirurgien, est issu d'une vieille famille girondine originaire d'Abzac et à la tradition médicale fortement ancrée. Sa mère, Marie Cardez, est la fille du comte Ferdinand Cardez, et descend d'une vieille famille du négoce bordelais. Louis est le cinquième d'une fratrie de huit enfants.
Il fait ses études, comme ses frères Martial et Pierre Piéchaud, chez les Jésuites au Lycée Saint-Joseph-de-Tivoli à Bordeaux. Il obtient à Bordeaux une licence ès lettres et une licence en droit.

### Mariage et descendance
Il se marie à Paris le 31 décembre 1927 avec Louise Manoury, fille de Charles Manoury, négociant au Havre et d'Augustine Piednoel. Ils ont un fils : Claude (1928-2008), dessinateur, artiste.

### Carrière littéraire
Membre de la Génération perdue, il est très lié avant la guerre à Bordeaux avec Jean de La Ville de Mirmont, Jean Balde, André Lafon, François Mauriac, Jacques Rivière. Mobilisé pendant la guerre de 1914-1918, il en sort ayant perdu ses chers amis André Lafon et Jean de La Ville de Mirmont.
Après un long séjour au Canada, il entre comme secrétaire de Rédaction à L'Écho de Paris. Il collabore avec La Petite Gironde, la Vie Bordelaise, L'Écho de Paris, l’Epoque, où il donne de très appréciées critiques littéraires sous le pseudonyme de Norpois, et au Figaro, où il publie sa rubrique hebdomadaire Questions de langage, très suivie des lecteurs.
En 1930, il publie aux éditions du Cousin Pons son seul recueil de vers, Jeux pour se consoler. Carlos Larronde note alors dans Lumière et Radio : « Louis Piéchaud est un véritable, un rare poète dont la sensibilité tout en profondeur, un peu craintive, communie sans déclamation, sans attitude, avec les êtres, avec les choses. Son vers est essentiellement musical ; je précise : il a une musicalité continue. C'est un vers en coup d'archet dont tous les éléments dynamiques se lient comme le geste du rameur, comme le vol soyeux de ces ramiers chers à notre poète. » 
En octobre 1955, il est fait chevalier de la Légion d'honneur.
Il meurt à Paris le 27 mars 1965 et est inhumé dans le caveau de la famille à Bordeaux.

## Distinctions

### Décorations
- Chevalier de la Légion d'honneur, 1955, carrière.

## Œuvres

### Recueils
- 1930 : Jeux pour se consoler, Paris, Éditions Au Cousin Pons.
- 1952 : Questions de langage, Paris, Éditions du Lys.

### Articles
- 1930 : Rubis lumière de joie, Paris, en collaboration avec Jean Léon, à l'occasion de l'exposition de Rubis par Kapp pour Mauboussin.